# Liste der Stolpersteine in Hamburg-Hamm
Die Liste der Stolpersteine in Hamburg-Hamm enthält alle Stolpersteine, die im Rahmen des gleichnamigen Kunst-Projekts von Gunter Demnig in Hamburg-Hamm verlegt wurden. Mit ihnen soll Opfern des Nationalsozialismus gedacht werden, die in Hamburg-Hamm lebten und wirkten.
Diese Seite ist Teil der Liste der Stolpersteine in Hamburg, da diese mit insgesamt 7202 (Stand: Juni 2025) Steinen zu groß würde und deshalb je Stadtteil, in dem Steine verlegt wurden, eine eigene Seite angelegt wurde.
| Adresse                                  | Person(en)                                 | Inschrift | Bilder | Anmerkung |
| ---------------------------------------- | ------------------------------------------ | --- | --- | --- |
| Am Hünenstein 10 ·                       | Marianne Landau                            | Hier wohnte Marianne Landau Jg. 1909 Flucht Holland 1939 deportiert 1942 ermordet in Auschwitz                                                                          | Stolperstein für Marianne Landau, Am Hünenstein 10 in Hamburg-Hamm                                                                | Eintrag auf stolpersteine-hamburg.de Ein weiterer Stolperstein befindet sich in Hamburg-Harvestehude. |
| Borstelmannsweg 70 ·                     | Elise Kramer                               | Hier wohnte Elise Kramer Jg. 1906 eingewiesen 1931 Alsterdorfer Anstalten ‚verlegt‘ 16.8.1943 Heilanstalt Am Steinhof/Wien ermordet 7.4.1944                            | | Eintrag auf stolpersteine-hamburg.de |
| Carl-Petersen-Straße 5 ·                 | Eveline Osiakowski geb. Selke              | Hier wohnte Eveline Osiakowski geb. Selke Jg. 1872 deportiert 1942 Theresienstadt 1942 Treblinka ermordet                                                               | | Eintrag auf stolpersteine-hamburg.de |
| Carl-Petersen-Straße 5 ·                 | Julius Osiakowski                          | Hier wohnte Julius Osiakowski Jg. 1872 deportiert 1942 Theresienstadt 1942 Treblinka ermordet                                                                           | | Eintrag auf stolpersteine-hamburg.de |
| Carl-Petersen-Straße 27 ·                | Ida Niederschuch                           | Hier wohnte Ida Niederschuch Jg. 1877 eingewiesen 1887 Alsterdorfer Anstalten ‚verlegt‘ 1943 Heilanstalt Am Steinhof/Wien tot 14.10.1944                                | | Eintrag auf stolpersteine-hamburg.de |
| Carl-Petersen-Straße 29 ·                | Mindel Saalfeld                            | Hier wohnte Mindel Saalfeld Jg. 1892 deportiert 1941 Łodz 1942 Chelmno ermordet                                                                                         | | Eintrag auf stolpersteine-hamburg.de |
| Carl-Petersen-Straße 46/48 ·             | Günther Pinkus                             | Günther Pinkus Jg. 1918 deportiert 1941 Minsk ermordet | | Eintrag auf stolpersteine-hamburg.de vor dem Durchgang |
| Carl-Petersen-Straße 46/48 ·             | Helene Pinkus geb. Tebrich                 | Hier wohnte Helene Pinkus geb. Tebrich Jg. 1919 deportiert 1941 Minsk ermordet                                                                                          | | Eintrag auf stolpersteine-hamburg.de vor dem Durchgang |
| Carl-Petersen-Straße 46/48 ·             | Ludwig Tebrich                             | Hier wohnte Ludwig Tebrich Jg. 1885 deportiert 1942 Theresienstadt 1943 Auschwitz ermordet                                                                              | | Eintrag auf stolpersteine-hamburg.de vor dem Durchgang |
| Carl-Petersen-Straße 46/48 ·             | Martha Tebrich geb. Weinberg               | Hier wohnte Martha Tebrich geb. Weinberg Jg. 1891 deportiert 1942 Theresienstadt 1943 Auschwitz ermordet                                                                | | Eintrag auf stolpersteine-hamburg.de vor dem Durchgang |
| Carl-Petersen-Straße 80 ·                | Frieda Ottenheimer                         | Hier wohnte Frieda Ottenheimer Jg. 1901 deportiert 1943 Theresienstadt 1944 Auschwitz ermordet                                                                          | | Eintrag auf stolpersteine-hamburg.de vor dem Eingang zum Supermarkt |
| Carl-Petersen-Straße 90 ·                | Waldemar Eggers                            | Hier wohnte Waldemar Eggers Jg. 1904 verhaftet 1942 KZ Fuhlsbüttel Flucht in den Tod 24.2.1942                                                                          | | Eintrag auf stolpersteine-hamburg.de Stolperstein liegt seitlich neben dem Gehweg |
| Carl-Petersen-Straße 90 ·                | Marie Mendel                               | Hier wohnte Marie Mendel Jg. 1865 deportiert 1942 Theresienstadt 1942 Treblinka ermordet                                                                                | | Eintrag auf stolpersteine-hamburg.de Stolperstein liegt seitlich neben dem Gehweg |
| Carl-Petersen-Straße 96 ·                | Meta Michelson geb. Fraenkel               | Hier wohnte Meta Michelson geb. Fraenkel Jg. 1867 deportiert 1942 Theresienstadt 1942 Treblinka ermordet                                                                | | Eintrag auf stolpersteine-hamburg.de im Kleinpflaster an der Straßenecke zur Ohlendorffstraße |
| Carl-Petersen-Straße 109 ·               | Rosa Förster geb. Wolff                    | Hier wohnte Rosa Förster geb. Wolff Jg. 1887 deportiert 1941 Łodz / Litzmannstadt ermordet 26.3.1942                                                                    | | Eintrag auf stolpersteine-hamburg.de westlich der Einmündung „Auf den Blöcken“ |
| Carl-Petersen-Straße 109 ·               | Boris Förster                              | Boris Förster Jg. 1936 deportiert 1941 Lodz / Litzmannstadt ermordet | | Eintrag auf stolpersteine-hamburg.de westlich der Einmündung „Auf den Blöcken“ |
| Carl-Petersen-Straße 115 ·               | Isaak de Beer                              | Hier wohnte Isaak de Beer Jg. 1871 Flucht 1937 Holland interniert Westerbork deportiert 1942 ermordet in Auschwitz                                                      | | Eintrag auf stolpersteine-hamburg.de östlich der Einmündung „Auf den Blöcken“ |
| Carl-Petersen-Straße 116 ·               | Cäcilie Kligler geb. Weiner                | Hier wohnte Cäcilie Kligler geb. Weiner Jg. 1884 deportiert 1941 Riga ermordet                                                                                          | | Eintrag auf stolpersteine-hamburg.de vor dem Durchgang |
| Carl-Petersen-Straße 116 ·               | Josef Kligler                              | Hier wohnte Josef Kligler Jg. 1870 deportiert 1941 Riga ermordet | | Eintrag auf stolpersteine-hamburg.de vor dem Durchgang |
| Carl-Petersen-Straße 116 ·               | Oscher Siegmund Kligler                    | Hier wohnte Oscher Siegmund Kiligler Jg. 1904 'Schutzhaft' 1939 KZ Sachsenhausen 1942 KZ Ravensbrück Bernburg ermordet 25.3.1942                                        | | Eintrag auf stolpersteine-hamburg.de vor dem Durchgang Nachname auf dem Stein falsch geschrieben |
| Carl-Petersen-Straße 116 ·               | Ruth Kligler geb. Lederfeind               | Hier wohnte Ruth Kligler geb. Lederfeind Jg. 1911 deportiert 1942 Riga ermordet                                                                                         | | Eintrag auf stolpersteine-hamburg.de vor dem Durchgang |
| Caspar-Voght-Straße 63 ·                 | Irma Louis                                 | Hier wohnte Irma Louis Jg. 1901 deportiert 1941 ermordet in Łodz | | Eintrag auf stolpersteine-hamburg.de vor dem Durchgang Nr. 63/65 |
| Caspar-Voght-Straße 74 ·                 | Julius Hochner                             | Hier wohnte Julius Hochner Jg. 1855 deportiert 1942 Theresienstadt 1942 Treblinka ermordet                                                                              | | Eintrag auf stolpersteine-hamburg.de vor dem Eingang |
| Caspar-Voght-Straße 79 ·                 | Dorothea Kasten                            | Hier wohnte Dorothea Kasten Jg. 1907 ermordet 1944 Heilanstalt Steinhof Wien                                                                                            | | Eintrag auf stolpersteine-hamburg.de vor dem Eingang |
| Caspar-Voght-Straße 84 ·                 | Edgar Moritz Benzihn                       | Hier wohnte Edgar Moritz Benzihn Jg. 1873 deportiert 1942 Theresienstadt ermordet 15.1.1943                                                                             | | Eintrag auf stolpersteine-hamburg.de vor dem Eingang |
| Caspar-Voght-Straße 84 ·                 | Magda Benzihn                              | Hier wohnte Magda Benzihn Jg. 1870 deportiert 1942 Theresienstadt ermordet 16.11.1942                                                                                   | | Eintrag auf stolpersteine-hamburg.de vor dem Eingang |
| Caspar-Voght-Straße 84 ·                 | Emma Hornemann                             | Hier wohnte Emma Hornemann Jg. 1873 deportiert 1941 Łodz ermordet 25.12.1941                                                                                            | | Eintrag auf stolpersteine-hamburg.de vor dem Eingang |
| Diagonalstraße 13 ·                      | Golda Fryc geb. Wien                       | Hier wohnte Golda Fryc geb. Wien Jg. 1899 Polenaktion 1938 Bentschen / Zbaszyn Schicksal unbekannt                                                                      | | Eintrag auf stolpersteine-hamburg.de vor dem Eingang |
| Diagonalstraße 13 ·                      | Max Fryc                                   | Hier wohnte Max Fryc Jg. 1919 ‚Polenaktion‘ 1938 Bentschen / Zbaszyn deportiert 1944 Auschwitz 1945 Mauthausen befreit                                                  | | Eintrag auf stolpersteine-hamburg.de vor dem Eingang |
| Diagonalstraße 13 ·                      | Schaje Fryc                                | Hier wohnte Schaje Fryc Jg. 1895 Flucht 1937 Argentinien | | Eintrag auf stolpersteine-hamburg.de vor dem Eingang |
| Dimpfelweg 26 ·                          | Regina Vasen geb. Kraus                    | Hier wohnte Regina Vasen geb. Kraus Jg. 1879 deportiert 1941 Riga ermordet                                                                                              | | Eintrag auf stolpersteine-hamburg.de |
| Döhnerstraße 44 ·                        | Oswald Laue                                | Hier wohnte Oswald Laue Jg. 1898 verhaftet 1933 und 1944 hingerichtet 15.1.1945 Zuchthaus Brandenburg-Göhrden                                                           | | Eintrag auf stolpersteine-hamburg.de |
| Eiffestraße 123 ·                        | Fred Sally Hockenheimer                    | Hier wohnte Fred Sally Hockenheimer Jg. 1881 deportiert 1944 Theresienstadt Auschwitz ermordet                                                                          | | Eintrag auf stolpersteine-hamburg.de Ein weiterer Stolperstein befindet sich in Hamburg-Hoheluft-West. Stolperstein liegt rechts von der Einfahrt                                                                                         |
| Eiffestraße 243 ·                        | Albert Rosenberg                           | Hier wohnte Albert Rosenberg Jg. 1880 deportiert 1941 Łodz ermordet | | Eintrag auf stolpersteine-hamburg.de |
| Eiffestraße 606 ·                        | Bruno Gortatowski                          | Hier wohnte Bruno Gortatowski Jg. 1892 gedemütigt/entrechtet Flucht in den Tod 11.3.1943                                                                                | | Eintrag auf stolpersteine-hamburg.de |
| Eiffestraße 606 ·                        | Vera Adelheid Marcus                       | Hier wohnte Vera Adelheid Marcus Jg. 1893 gedemütigt/entrechtet Flucht in den Tod 11.3.1943                                                                             | | Eintrag auf stolpersteine-hamburg.de |
| Eiffestraße 606 ·                        | James de Beer                              | Hier wohnte James de Beer Jg. 1937 Flucht 1938 Holland interniert Westerbork deportiert 1942 Auschwitz ermordet 23.7.1942                                               | | Eintrag auf stolpersteine-hamburg.de |
| Eiffestraße 606 ·                        | Pauline de Beer geb. Auerbach              | Hier wohnte Pauline de Beer geb. Auerbach Jg. 1906 Flucht 1938 Holland interniert Westerbork deportiert 1942 Auschwitz ermordet 23.7.1942                               | | Eintrag auf stolpersteine-hamburg.de |
| Eiffestraße 606 ·                        | Sientje Jetty de Beer                      | Hier wohnte Sientje Jetty de Beer Jg. 1939 interniert Westerbork deportiert 1942 ermordet in Auschwitz                                                                  | | Eintrag auf stolpersteine-hamburg.de |
| Eiffestraße 606 ·                        | Simon de Beer                              | Hier wohnte Simon de Beer Jg. 1906 Flucht 1938 Holland interniert Westerbork deportiert 1942 ermordet in Auschwitz                                                      | | Eintrag auf stolpersteine-hamburg.de |
| Grevenweg 11 ·                           | Erwin Elias                                | Hier wohnte Erwin Elias Jg. 1910 deportiert 1941 Minsk ermordet | | Eintrag auf stolpersteine-hamburg.de |
| Grevenweg 11 ·                           | Gerda Elias geb. Rosenthal                 | Hier wohnte Gerda Elias geb. Rosenthal Jg. 1915 deportiert 1941 Minsk ermordet                                                                                          | | Eintrag auf stolpersteine-hamburg.de |
| Grevenweg 11 ·                           | Bruno Prieß                                | Hier wohnte Bruno Prieß Jg. 1911 Flucht Dänemark Internationale Brigaden Spanien tot 21.9.1938 am Ebro                                                                  | | Eintrag auf stolpersteine-hamburg.de |
| Grevenweg 89 ·                           | Selig Seligmann                            | Hier wohnte Selig Seligmann Jg. 1868 deportiert 1942 Theresienstadt Treblinka ermordet                                                                                  | | Eintrag auf stolpersteine-hamburg.de |
| Grevenweg 89 ·                           | Arno Zacharias                             | Hier wohnte Arno Zacharias Jg. 1904 Flucht 1937 Holland interniert Westerbork deportiert 1942 Auschwitz ermordet                                                        | | Eintrag auf stolpersteine-hamburg.de |
| Hammer Berg 34 ·                         | Hans Ambor                                 | Hier wohnte Hans Ambor Jg. 1906 emigriert/Frankreich deportiert 1942 Auschwitz ???                                                                                      | | Eintrag auf stolpersteine-hamburg.de |
| Hammer Hof 17 ·                          | Edith Wolff                                | Hier wohnte Edith Wolff Jg. 1897 deportiert 1942 Theresienstadt ermordet in Auschwitz                                                                                   | | Eintrag auf stolpersteine-hamburg.de |
| Hammer Hof 17 ·                          | Gerson Wolff                               | Hier wohnte Gerson Wolff Jg. 1940 deportiert 1941 Minsk ??? | | Eintrag auf stolpersteine-hamburg.de |
| Hammer Hof 17 ·                          | Helmut Wolff                               | Hier wohnte Helmut Wolff Jg. 1892 deportiert 1941 Minsk ??? | | Eintrag auf stolpersteine-hamburg.de |
| Hammer Hof 17 ·                          | Hilde Wolff geb. Goldmann                  | Hier wohnte Hilde Wolff geb. Goldmann Jg. 1903 deportiert 1941 Minsk ???                                                                                                | | Eintrag auf stolpersteine-hamburg.de |
| Hammer Hof 17 ·                          | Gertrud Wolff geb. Landsberger             | Hier wohnte Gertrud Wolff geb. Landsberger Jg. 1865 deportiert 1942 tot 17.8.1942 Theresienstadt                                                                        | | Eintrag auf stolpersteine-hamburg.de |
| Hammer Landstraße ·                      | Adam Molinnus                              | Hier wohnte Adam Molinnus Jg. 1897 verhaftet Zuchthaus Schwetz/Weichsel und Tilsit 1941 Sachsenhausen 1943 Groß-Rosen ermordet 27.5.1943                                | | Eintrag auf stolpersteine-hamburg.de Stolperstein liegt auf der Fußgängerinsel zwischen der Zufahrt Busbahnhof Burgstraße, Hammer Landstraße und Burgstraße                                                                               |
| Hammer Landstraße ·                      | Paul Prechner                              | Hier wohnte Paul Prechner Jg. 1895 verhaftet 1939 Zuchthaus Bremen-Oslebshausen 1940 KZ Fuhlsbüttel 1942 Auschwitz ermordet 20.1.1943                                   | | Eintrag auf stolpersteine-hamburg.de Stolperstein liegt auf der Fußgängerinsel zwischen der Zufahrt Busbahnhof Burgstraße, Hammer Landstraße und Burgstraße                                                                               |
| Hammer Landstraße 12 ·                   | Mendel Reiss                               | Hier wohnte Mendel Reiss Jg. 1876 Flucht 1938 Holland interniert Westerbork deportiert 1944 Bergen-Belsen ermordet 28.10.1944                                           | | Eintrag auf stolpersteine-hamburg.de nahe der Einmündung Grootsruhe |
| Hammer Landstraße 12 ·                   | Stefanie Reiss geb. Czackes                | Hier wohnte Stefanie Reiss geb. Czaczkes Jg. 1887 Flucht 1938 Holland interniert Westerbork deportiert 1944 Bergen-Belsen verlorener Zug Tröbitz tot 23.4.1945          | | Eintrag auf stolpersteine-hamburg.de nahe der Einmündung Grootsruhe |
| Hammer Landstraße 32 ·                   | Max Besser                                 | Hier wohnte Dr. Max Besser Jg. 1877 entrechtet/gedemütigt Flucht in den Tod 7.11.1941                                                                                   | | Eintrag auf stolpersteine-hamburg.de Stolperstein liegt links neben der Tiefgarageneinfahrt |
| Hammer Landstraße 32 ·                   | Käthe Besser geb. Bischofswerder           | Hier wohnte Käthe Besser geb. Bischofswerder Jg. 1890 entrechtet/gedemütigt Flucht in den Tod 7.11.1941                                                                 | | Eintrag auf stolpersteine-hamburg.de Stolperstein liegt links neben der Tiefgarageneinfahrt |
| Hammer Landstraße 32 ·                   | Simon Katz                                 | Hier wohnte Simon Katz Jg. 1898 verhaftet 1938 Zuchthaus Oslebshausen 1943 KZ Fuhlsbüttel deportiert 1943 Auschwitz ermordet 22.2.1943                                  | | Eintrag auf stolpersteine-hamburg.de Stolperstein liegt links neben der Tiefgarageneinfahrt |
| Hammer Landstraße 39 ·                   | Martin Tebrich                             | Hier wohnte Dr. Martin Tebrich Jg. 1880 deportiert 1943 Theresienstadt 1944 Auschwitz ermordet                                                                          | | Eintrag auf stolpersteine-hamburg.de Stolperstein liegt auf der südlichen Straßenseite zwischen Hausnr. 38 und 40 |
| Hammer Landstraße 39 ·                   | Ruth Tebrich geb. Schindler                | Hier wohnte Ruth Tebrich geb. Schindler Jg. 1896 deportiert 1943 Theresienstadt 1944 Auschwitz ermordet                                                                 | | Eintrag auf stolpersteine-hamburg.deStolperstein liegt auf der südlichen Straßenseite zwischen Hausnr. 38 und 40 |
| Hammer Landstraße 48 ·                   | Erwin Feder                                | Hier wohnte Erwin Feder Jg. 1910 verhaftet 1938+1942 Zuchthaus Bremen Zuchthaus Fuhlsbüttel deportiert 1942 Auschwitz ermordet 21.1.1943                                | | Eintrag auf stolpersteine-hamburg.de |
| Hammer Landstraße 59 ·                   | Bertha Lobatz geb. Schüler                 | Hier wohnte Bertha Lobatz geb. Schüler Jg. 1851 deportiert 1942 Theresienstadt tot 30.10.1942                                                                           | | Eintrag auf stolpersteine-hamburg.de |
| Hammer Landstraße 59 ·                   | Ida Mendel geb. Lobatz                     | Hier wohnte Ida Mendel geb. Lobatz Jg. 1880 deportiert 1942 Theresienstadt tot 18.6.1943                                                                                | | Eintrag auf stolpersteine-hamburg.de |
| Hammer Landstraße 59 ·                   | Max Mendel                                 | Hier wohnte Max Mendel Jg. 1872 deportiert 1942 Theresienstadt tot 10.8.1942                                                                                            | | Eintrag auf stolpersteine-hamburg.de Ein weiterer Stolperstein befindet sich in Hamburg-Altstadt. |
| Hammer Landstraße 59 ·                   | Marianne Rendsburg geb. Rosenbaum          | Hier wohnte Marianne Rendsburg geb. Rosenbaum Jg. 1920 deportiert 1941 Łodz ermordet 9.1.1945 KZ Stutthof                                                               | | Eintrag auf stolpersteine-hamburg.de |
| Hammer Landstraße 59 ·                   | Else Emma Rosenbaum                        | Hier wohnte Dr. Else Emma Rosenbaum geb. Philip Jg. 1879 deportiert 1941 Łodz ???                                                                                       | | Eintrag auf stolpersteine-hamburg.de |
| Hammer Landstraße 59 ·                   | Max Rosenbaum                              | Hier wohnte Dr. Max Rosenbaum Jg. 1882 deportiert 1941 Łodz ??? | | Eintrag auf stolpersteine-hamburg.de |
| Hammer Landstraße 59 ·                   | Gertrud Sachs geb. Rosenbaum               | Hier wohnte Gertrud Sachs geb. Rosenbaum Jg. 1914 deportiert 1942 ermordet in Auschwitz                                                                                 | | Eintrag auf stolpersteine-hamburg.de |
| Hammer Landstraße 59 ·                   | Julius Sachs                               | Hier wohnte Julius Sachs Jg. 1906 deportiert 1942 ermordet in Auschwitz                                                                                                 | | Eintrag auf stolpersteine-hamburg.de |
| Hammer Landstraße 80 ·                   | Siegfried Berlowitz                        | Hier wohnte Siegfried Berlowitz Jg. 1888 gedemütigt/entrechtet Flucht in den Tod 26.6.1942                                                                              | | Eintrag auf stolpersteine-hamburg.de |
| Hammer Landstraße 80 ·                   | Werner Rosenbaum                           | Hier wohnte Werner Rosenbaum Jg. 1916 deportiert 1943 Theresienstadt 1944 Sachsenhausen Schicksal unbekannt                                                             | | Ein weiterer Stolperstein befindet sich in Hamburg-Horn Eintrag auf stolpersteine-hamburg.de |
| Hammer Landstraße 80 ·                   | Hugo Rosenberg                             | Hier wohnte Hugo Rosenberg Jg. 1868 gedemütigt/entrechtet tot 14.11.1943                                                                                                | | Eintrag auf stolpersteine-hamburg.de |
| Hammer Landstraße 90 ·                   | Erna Rosa Gutentag geb. Mathiason          | Hier wohnte Erna Rosa Gutentag geb. Mathiason Jg. 1887 gedemütigt/entrechtet Flucht in den Tod 1.1.1939                                                                 | | Eintrag auf stolpersteine-hamburg.de Stolperstein liegt im Kleinpflaster links vor dem Findling |
| Hammer Landstraße 90 ·                   | Ernst Gutentag                             | Hier wohnte Ernst Gutentag Jg. 1881 gedemütigt/entrechtet Flucht in den Tod 27.11.1939                                                                                  | | Eintrag auf stolpersteine-hamburg.de Stolperstein liegt im Kleinpflaster links vor dem Findling |
| Hammer Landstraße 138 ·                  | Chaim Reder                                | Hier wohnte Chaim Reder Jg. 1877 deportiert 1941 Łodz ermordet 27.5.1942                                                                                                | | Eintrag auf stolpersteine-hamburg.de Stolperstein liegt im Kleinpflaster des Radwegs nahe der Einmündung Diagonalstraße |
| Hammer Landstraße (vor Kirche) ·         | Karl-Heinz Meyer                           | Hier wohnte Karl-Heinz Meyer Jg. 1920 desertiert verhaftet 1942 Arrestanstalt Altona Torgau Fort Zinna 1943 Strafbataillon 500 Gefängnis Stuttgart enthauptet 24.8.1944 | | Eintrag auf stolpersteine-hamburg.de Stolperstein liegt auf unbebauten Nordseite, an der Fußgängerampel östlich der Einmündung des Hammer Steindamms                                                                                      |
| Hammer Landstraße 158 ·                  | Malchen Hirsch geb. Fränkel                | Hier wohnte Malchen Hirsch geb. Fränkel Jg. 1881 deportiert 1941 Minsk ermordet                                                                                         | | Eintrag auf stolpersteine-hamburg.de |
| Hammer Landstraße 227 ·                  | Libe Taube geb. Marczak                    | Hier wohnte Libe Taube geb. Marczak Jg. 1891 deportiert 1941 Riga ermordet                                                                                              | | Eintrag auf stolpersteine-hamburg.de Stolperstein liegt am Abzweig der Zuwegung zu den Häusern |
| Hammer Landstraße 227 ·                  | Simon Taube                                | Hier wohnte Simon Taube Jg. 1896 verhaftet 1940 KZ Fuhlsbüttel KZ Dachau KZ Buchenwald ermordet 4.4.1942                                                                | | Eintrag auf stolpersteine-hamburg.de Stolperstein liegt am Abzweig der Zuwegung zu den Häusern |
| Hammer Landstraße 227 ·                  | Alfred Weis                                | Hier wohnte Alfred Weis Jg. 1889 deportiert 1942 Mauthausen ermordet 14.10.1942                                                                                         | | Eintrag auf stolpersteine-hamburg.de Stolperstein liegt am Abzweig der Zuwegung zu den Häusern |
| Hammer Landstraße 227 ·                  | Walter Weis                                | Hier wohnte Walter Weis Jg. 1922 Flucht 1936 Tschechien deportiert 1943 Mittelbau Dora ermordet 27.3.1945                                                               | | Eintrag auf stolpersteine-hamburg.de Stolperstein liegt am Abzweig der Zuwegung zu den Häusern |
| Hammer Steindamm 130 ·                   | Hermann Amandus Kath                       | Hier spielte Torwart Hermann Amandus Kath Jg. 1908 verhaftet 1945 erschossen 20.4.1945 Kaserne Rahlstedt-Höltigbaum                                                     | | Eintrag auf stolpersteine-hamburg.de vor dem Vereinsheim des SV St. Georg von 1895 |
| Hammer Weg 33 ·                          | Wilhelm Dettmann                           | Hier wohnte Wilhelm Dettmann Jg. 1856 verhaftet KZ Fuhlsbüttel tot an Haftfolgen 2.1.1934                                                                               | | Eintrag auf stolpersteine-hamburg.de Stolperstein liegt links in der Einfassung der Zufahrt zum Sportplatz |
| Hammer Weg 33 ·                          | Babette Löw                                | Hier wohnte Babette Löw Jg. 1885 deportiert 1941 Łodz ??? | | Eintrag auf stolpersteine-hamburg.de Stolperstein liegt links in der Einfassung der Zufahrt zum Sportplatz |
| Hammer Weg 33 ·                          | Georg Traube                               | Hier wohnte Georg Traube Jg. 1884 deportiert 1941 Łodz tot 12.3.1942 | | Eintrag auf stolpersteine-hamburg.de Stolperstein liegt links in der Einfassung der Zufahrt zum Sportplatz |
| Hanfftsweg 8 ·                           | Ulla Drenckhan                             | Hier wohnte Ulla Drenckhan Jg. 1932 eingewiesen ‚Heilanstalt‘ Sachsenberg ermordet 24.8.1943                                                                            | | Eintrag auf stolpersteine-hamburg.de |
| Hirschgraben 58 ·                        | Gertrud Windmüller geb. Friedländer        | Hier wohnte Gertrud Windmüller geb. Friedländer Jg. 1891 deportiert 1942 Theresienstadt ermordet 11.7.1944                                                              | | Eintrag auf stolpersteine-hamburg.de vor der Eingangstreppe |
| Hirschgraben 58 ·                        | Sydney Percival Windmüller                 | Hier wohnte Dr. Sydney Percival Windmüller Jg. 1865 deportiert 1942 Theresienstadt ermordet 5.11.1942                                                                   | | Eintrag auf stolpersteine-hamburg.de vor der Eingangstreppe |
| Hirtenstraße 13 ·                        | Maximilian Nagel                           | Hier wohnte Maximilian Nagel Jg. 1883 deportiert 1941 Łodz 1942 Chelmno ermordet                                                                                        | | Eintrag auf stolpersteine-hamburg.de vor dem Eingang |
| Hirtenstraße 13 ·                        | Maria Laski geb. Albrecht                  | Hier wohnte Maria Laski geb. Albrecht Jg. 1863 Flucht 1936 Holland interniert Westerbork deportiert 1944 ermordet in Auschwitz                                          | | Eintrag auf stolpersteine-hamburg.de vor dem Eingang |
| Hirtenstraße 17 ·                        | Georg Baruch                               | Hier wohnte Georg Baruch Jg. 1881 1938 KZ Fuhlsbüttel deportiert 1941 ermordet in Minsk                                                                                 | | Eintrag auf stolpersteine-hamburg.de Ein weiterer Stolperstein befindet sich in Hamburg-Rotherbaum. Der Stolperstein liegt rechts der Auffahrt.                                                                                           |
| Hirtenstraße 17 ·                        | Marion Baruch                              | Hier wohnte Marion Baruch Jg. 1919 deportiert 1941 ermordet in Minsk | | Eintrag auf stolpersteine-hamburg.de Ein weiterer Stolperstein befindet sich in Hamburg-Rotherbaum. Der Stolperstein liegt rechts der Auffahrt.                                                                                           |
| Hirtenstraße 17 ·                        | Rolf Arno Baruch                           | Hier wohnte Rolf Arno Baruch Jg. 1920 verhaftet 1943 Lager Neuendorf KZ Dora Mittelbau deportiert 1943 ermordet in Auschwitz                                            | | Eintrag auf stolpersteine-hamburg.de Der Stolperstein liegt rechts der Auffahrt. Weitere Stolpersteine befinden sich an der Hamburg-Rotherbaum und in Hamburg-Winterhude.                                                                 |
| Hirtenstraße 46 ·                        | Hedwig Sommerfeld                          | Hier wohnte Hedwig Sommerfeld Jg. 1899 deportiert 1941 ermordet in Riga                                                                                                 | | Eintrag auf stolpersteine-hamburg.de |
| Hirtenstraße 46 ·                        | Max Sommerfeld                             | Hier wohnte Max Sommerfeld Jg. 1897 verhaftet 1942 KZ Fuhlsbüttel KZ Mauthausen ermordet 15.8.1942                                                                      | | Eintrag auf stolpersteine-hamburg.de Ein weiterer Stolperstein befindet sich in Hamburg-Eidelstedt. |
| Hirtenstraße 55 ·                        | Henry Steinberg                            | Hier wohnte Henry Steinberg Jg. 1885 deportiert 1941 Łodz ermordet 6.9.1942                                                                                             | | Eintrag auf stolpersteine-hamburg.de |
| Hirtenstraße 55 ·                        | Karoline Steinberg geb. Asser              | Hier wohnte Karoline Steinberg geb. Asser Jg. 1895 deportiert 1941 Łodz ermordet 9.7.1944                                                                               | | Eintrag auf stolpersteine-hamburg.de |
| Hirtenstraße 58 ·                        | Alfred Berend                              | Hier wohnte Alfred Berend Jg. 1885 verhaftet 1943 KZ Fuhlsbüttel deportiert 1943 Auschwitz ermordet 15.5.1943                                                           | | Eintrag auf stolpersteine-hamburg.de links vor der Auffahrt Nr. 58abc |
| Horner Weg 25 ·                          | Walter Gutmann                             | Hier wohnte Walter Gutmann Jg. 1893 im Widerstand verhaftet 12.12.1938 Gefängnis Wolfenbüttel deportiert 1942 Auschwitz ermordet 21.1.1943                              | | Eintrag auf stolpersteine-hamburg.de vor der Zuwegung zu den Häusern 25 a–d Ein weiterer Stolperstein befindet sich in Hamburg-Eimsbüttel.                                                                                                |
| Horner Weg 47 ·                          | Bruno Becher                               | Hier wohnte Dr. Bruno Becher Jg. 1894 deportiert 1941 ermordet in Minsk                                                                                                 | | Eintrag auf stolpersteine-hamburg.de |
| Horner Weg 47 ·                          | Herta Becher geb. Klein                    | Hier wohnte Herta Becher geb. Klein Jg. 1906 deportiert 1941 ermordet in Minsk                                                                                          | | Eintrag auf stolpersteine-hamburg.de |
| Horner Weg 47 ·                          | Ruth Becher                                | Hier wohnte Ruth Becher Jg. 1937 deportiert 1941 ermordet in Minsk | | Eintrag auf stolpersteine-hamburg.de |
| Horner Weg 47 ·                          | Werner Becher                              | Hier wohnte Werner Becher Jg. 1932 deportiert 1941 ermordet in Minsk | | Eintrag auf stolpersteine-hamburg.de |
| Hübbesweg 31 ·                           | Hans Güllendorf                            | Hier wohnte Hans Güllendorf Jg. 1922 eingewiesen 1930 Alsterdorfer Anstalten ‚verlegt‘ 1943 Heilanstalt Mainkofen tot 2.5.1945                                          | | Eintrag auf stolpersteine-hamburg.de |
| Kentzlerdamm Ecke Pröbenweg ·            | Max Reiner                                 | Hier wohnte Dr. Max Reiner Jg. 1899 Flucht 1933 Frankreich interniert Drancy deportiert 1942 ermordet in Auschwitz                                                      | | Eintrag auf stolpersteine-hamburg.de Stolperstein liegt an der unbebauten Ecke zum Kinderspielplatz |
| Kentzlerdamm Ecke Pröbenweg ·            | Wally Reiner geb. Grünfeldt                | Hier wohnte Wally Reiner geb. Grünfeldt Jg. 1907 Flucht 1933 Frankreich interniert Drancy deportiert 1942 ermordet in Auschwitz                                         | | Eintrag auf stolpersteine-hamburg.de Stolperstein liegt an der unbebauten Ecke zum Kinderspielplatz |
| Kreuzbrook 17 ·                          | Manfred Laser                              | Hier wohnte Manfred Laser Jg. 1935 deportiert 1941 Riga ermordet | | Eintrag auf stolpersteine-hamburg.de |
| Landwehr 63 ·                            | Erich Freund                               | Hier wohnte Erich Freund Jg. 1892 mehrmals verhaftet zuletzt 1940 KZ Fuhlsbüttel deportiert 1941 ermordet in Minsk                                                      | | Eintrag auf stolpersteine-hamburg.de vor dem Restaurant, Gebäudeteil zur Bahntrasse |
| Landwehr 63 ·                            | Hans Ehrlich                               | Hier wohnte Hans Ehrlich Jg. 1892 deportiert 1941 Minsk ermordet | | Eintrag auf stolpersteine-hamburg.de vor dem Restaurant, Gebäudeteil zur Bahntrasse |
| Launitzweg 5 ·                           | Arnold Ruben                               | Hier wohnte Arnold Ruben Jg. 1899 deportiert 1941 Łodz ermordet | | Eintrag auf stolpersteine-hamburg.de Fußweg zum Haus |
| Launitzweg 5 ·                           | Margot Ruben geb. Meilich                  | Hier wohnte Margot Ruben geb. Meilich Jg. 1913 deportiert 1941 Łodz ermordet                                                                                            | | Eintrag auf stolpersteine-hamburg.de Fußweg zum Haus |
| Lohhof 11 ·                              | Edith Krüger geb. Littmann                 | Hier wohnte Edith Krüger geb. Littmann Jg. 1895 entrechtet/gedemütigt Flucht in den Tod 22.2.1945                                                                       | | Eintrag auf stolpersteine-hamburg.de vor dem Eingang |
| Lohhof 11 ·                              | Werner Max Krüger                          | Hier wohnte Werner Max Krüger Jg. 1915 verhaftet 1941 KZ Neuengamme ermordet 16.6.1942                                                                                  | | Eintrag auf stolpersteine-hamburg.de vor dem Eingang |
| Lohhof 15 ·                              | Adele Klein geb. Simon                     | Hier wohnte Adele Klein geb. Simon Jg. 1876 deportiert 1942 Theresienstadt ermordet 22.9.1942                                                                           | | Eintrag auf stolpersteine-hamburg.de vor dem Eingang |
| Luisenweg 12 ·                           | Clara Brauer                               | Hier wohnte Clara Brauer Jg. 1877 deportiert 1941 Minsk ??? | | Eintrag auf stolpersteine-hamburg.de in der Hofauffahrt |
| Luisenweg 13 ·                           | Siegmund Steindler                         | Hier wohnte Siegmund Steindler Jg. 1889 Flucht Frankreich deportiert 1943 KZ Majdanek ermordet                                                                          | | Eintrag auf stolpersteine-hamburg.de in der Toreinfahrt links |
| Luisenweg 103 ·                          | Abraham Borenstejn                         | Hier wohnte Abraham Borenstejn Jg. 1892 1938 ausgewiesen Richtung Polen verhaftet 1939 Fuhlsbüttel-Dachau tot 15.5.1941                                                 | | Eintrag auf stolpersteine-hamburg.de |
| Marienthaler Straße Ecke Peterskampweg · | Werner Gross                               | Hier wohnte Werner Gross Jg. 1938 eingewiesen 19.1.1943 Alsterdorfer Anstalten ‚verlegt‘ 7.8.1943 Landesheilanstalt Eichberg ermordet 6.10.1943                         | Stolperstein für Werner Groß, Marienthaler Str. / Ecke Peterskampweg in Hamburg-Hamm                                              | Eintrag auf stolpersteine-hamburg.de |
| Marienthaler Straße 15 ·                 | Herbert Eyck                               | Hier wohnte Herbert Eyck Jg. 1901 deportiert 1941 ermordet in Riga | | Eintrag auf stolpersteine-hamburg.de |
| Marienthaler Straße 26 ·                 | Heinz Cossloff                             | Hier wohnte Heinz Cossloff Jg. 1922 deportiert 1941 Minsk ermordet | | Eintrag auf stolpersteine-hamburg.de |
| Marienthaler Straße 26 ·                 | Esther Minden geb. Maletzki verw. Cossloff | Hier wohnte Esther Minden geb. Maletzki verw. Cossloff Jg. 1887 deportiert 1941 Minsk ermordet                                                                          | | Eintrag auf stolpersteine-hamburg.de |
| Marienthaler Straße 26 ·                 | Julius Minden                              | Hier wohnte Julius Minden Jg. 1889 deportiert 1941 Minsk ermordet | | Eintrag auf stolpersteine-hamburg.de |
| Marienthaler Straße 26 ·                 | Gerhard Simon                              | Hier wohnte Gerhard Simon Jg. 1920 deportiert 1941 Minsk ermordet | | Eintrag auf stolpersteine-hamburg.de |
| Marienthaler Straße 26 ·                 | Ingeborg Simon geb. Cossloff               | Hier wohnte Ingeborg Simon geb. Cossloff Jg. 1921 deportiert 1941 Minsk ermordet                                                                                        | | Eintrag auf stolpersteine-hamburg.de |
| Marienthaler Straße 57 ·                 | Hermann Goldschmidt                        | Hier wohnte Hermann Goldschmidt Jg. 1880 verhaftet Zwangsarbeit im Hamburger Hafen tot an Haftfolgen Juni 1943                                                          | | Eintrag auf stolpersteine-hamburg.de Stolperstein liegt rechts in der Einfassung der Zufahrt zum Spielplatz |
| Marienthaler Straße 67 ·                 | Walter Meyer                               | Hier wohnte Walter Meyer Jg. 1900 deportiert 1943 ermordet in Auschwitz                                                                                                 | | Eintrag auf stolpersteine-hamburg.de vor dem Eingang |
| Marienthaler Straße 73 ·                 | Margarete Blitz                            | Hier wohnte Margarete Blitz Jg. 1893 deportiert 1941 Łodz ermordet | | Eintrag auf stolpersteine-hamburg.de vor dem Eingang |
| Marienthaler Straße 73 ·                 | Mathilde Hofmann geb. Blumann              | Hier wohnte Mathilde Hofmann geb. Blumann Jg. 1882 deportiert 1942 ermordet in Auschwitz                                                                                | | Eintrag auf stolpersteine-hamburg.de vor dem Eingang |
| Marienthaler Straße 79 ·                 | Frieda Sternheim geb. Lobatz               | Hier wohnte Frieda Sternheim geb. Lobatz Jg. 1877 deportiert 1941 ermordet in Riga                                                                                      | Stolperstein für Frieda Sternheim, Marienthaler Str. 79 in Hamburg-Hamm                                                           | Eintrag auf stolpersteine-hamburg.de Ein weiterer Stolperstein befindet sich in Hamburg-Rotherbaum. vor dem Eingang |
| Marienthaler Straße 84 ·                 | Bertha Sander                              | Hier wohnte Bertha Sander Jg. 1903 eingewiesen 1926 Alsterdorfer Anstalten ‚verlegt‘ 16.8.1943 ‚Heilanstalt‘ Am Steinhof/Wien ermordet 28.11.1944                       | Stolperstein für Bertha Sander | Eintrag auf stolpersteine-hamburg.de |
| Marienthaler Straße 126 ·                | Elsa Bettelheim geb. Frank                 | Hier wohnte Elsa Bettelheim geb. Frank Jg. 1884 deportiert 1941 ermordet in Riga                                                                                        | | Eintrag auf stolpersteine-hamburg.de Fußweg zum Haus |
| Marienthaler Straße 126 ·                | Paul Bettelheim                            | Hier wohnte Paul Bettelheim Jg. 1889 Flucht Frankreich deportiert Drancy 1943 Auschwitz ermordet                                                                        | | Eintrag auf stolpersteine-hamburg.de Fußweg zum Haus |
| Marienthaler Straße 126 ·                | Max Lefebre                                | Hier wohnte Max Lefebre Jg. 1898 verhaftet 1938 Fuhlsbüttel KZ Sachsenhausen deportiert 1944 Theresienstadt-Auschwitz ermordet 21.12.1944 KZ Dachau                     | | Eintrag auf stolpersteine-hamburg.de Fußweg zum Haus |
| Marienthaler Straße 126 ·                | Adolf Lorenz                               | Hier wohnte Adolf Lorenz Jg. 1877 deportiert 1941 ermordet in Minsk | | Eintrag auf stolpersteine-hamburg.de Fußweg zum Haus |
| Marienthaler Straße 126 ·                | Erika Lorenz                               | Hier wohnte Erika Lorenz Jg. 1916 deportiert 1941 ermordet in Minsk | | Eintrag auf stolpersteine-hamburg.de Fußweg zum Haus |
| Marienthaler Straße 126 ·                | Franziska Lorenz geb. Müller               | Hier wohnte Franziska Lorenz geb. Müller Jg. 1877 deportiert 1941 ermordet in Minsk                                                                                     | | Eintrag auf stolpersteine-hamburg.de Fußweg zum Haus |
| Marienthaler Straße 144 ·                | Gustav Hergershausen                       | Hier wohnte Gustav Hergershausen Jg. 1879 'Schutzhaft' 1938 KZ Fuhlsbüttel Sachsenhausen ermordet 2.12.1938                                                             | | Eintrag auf stolpersteine-hamburg.de |
| Marienthaler Straße 145 ·                | Erna Keibel geb. Silberberg                | Hier wohnte Erna Keibel geb. Silberberg Jg. 1896 verhaftet 1938 KZ Fuhlsbüttel deportiert 1941 Minsk ermordet                                                           | Stolpersteine für Erwin, Erna, Ruth und Hans Keibel sowie Kurt, Berl und Lieselotte Schmul, Marienthaler Str. 145 in Hamburg-Hamm | Eintrag auf stolpersteine-hamburg.de vor dem Eingang zum Supermarkt |
| Marienthaler Straße 145 ·                | Erwin Keibel                               | Hier wohnte Erwin Keibel Jg. 1892 deportiert 1941 Minsk ermordet | | Eintrag auf stolpersteine-hamburg.de vor dem Eingang zum Supermarkt |
| Marienthaler Straße 145 ·                | Hans Keibel                                | Hier wohnte Hans Keibel Jg. 1933 deportiert 1941 Minsk ermordet | | Eintrag auf stolpersteine-hamburg.de vor dem Eingang zum Supermarkt |
| Marienthaler Straße 145 ·                | Ruth Keibel                                | Hier wohnte Ruth Keibel Jg. 1924 deportiert 1941 Minsk ermordet | | Eintrag auf stolpersteine-hamburg.de vor dem Eingang zum Supermarkt |
| Marienthaler Straße 145 ·                | Berl Schmul                                | Hier wohnte Berl Schmul Jg. 1941 deportiert 1941 Minsk ermordet | | Eintrag auf stolpersteine-hamburg.de vor dem Eingang zum Supermarkt |
| Marienthaler Straße 145 ·                | Kurt Schmul                                | Hier wohnte Kurt Schmul Jg. 1918 deportiert 1938 KZ Sachsenhausen KZ Fuhlsbüttel 1941 Minsk ermordet                                                                    | | Eintrag auf stolpersteine-hamburg.de vor dem Eingang zum Supermarkt |
| Marienthaler Straße 145 ·                | Lieselotte Schmul geb. Keibel              | Hier wohnte Lieselotte Schmul geb. Keibel Jg. 1921 deportiert 1941 Minsk ermordet                                                                                       | | Eintrag auf stolpersteine-hamburg.de vor dem Eingang zum Supermarkt |
| Marienthaler Straße 163 ·                | Kurt Preilipper                            | Hier wohnte Kurt Preilipper Jg. 1905 inhaftiert KZ Fuhlsbüttel ermordet 10.1.1937                                                                                       | | Eintrag auf stolpersteine-hamburg.de |
| Meridianstraße 6 ·                       | Elise Wilda                                | Hier wohnte Elise Wilda Jg. 1859 verhaftet 1942 KZ Fuhlsbüttel Theresienstadt ermordet 13.2.1943                                                                        | | Eintrag auf stolpersteine-hamburg.de vor dem Eingang Ein weiterer Stolperstein befindet sich in Hamburg-Eppendorf. |
| Meridianstraße 6 ·                       | Emma Wilda                                 | Hier wohnte Emma Wilda Jg. 1872 verhaftet 1942 KZ Fuhlsbüttel Theresienstadt ermordet 21.3.1943                                                                         | | Eintrag auf stolpersteine-hamburg.de vor dem Eingang Ein weiterer Stolperstein befindet sich in Hamburg-Eppendorf. |
| Meridianstraße 6 ·                       | Ernst Wilda                                | Hier wohnte Ernst Wilda Jg. 1863 verhaftet 1942 KZ Fuhlsbüttel Theresienstadt ermordet 6.8.1942                                                                         | | Eintrag auf stolpersteine-hamburg.de vor dem Eingang Ein weiterer Stolperstein befindet sich in Hamburg-Eppendorf. |
| Meridianstraße 6 ·                       | Therese Wilda                              | Hier wohnte Therese Wilda Jg. 1870 1942 KZ Fuhlsbüttel deportiert 1942 Theresienstadt ermordet 27.1.1943                                                                | | Eintrag auf stolpersteine-hamburg.de vor dem Eingang Weitere Stolpersteine befindet sich in Hamburg-Eppendorf und Hamburg-Rothenburgsort.                                                                                                 |
| Mettlerkampsweg 9 ·                      | Edith Kohn geb. Marqueur                   | Hier wohnte Edith Kohn geb. Marqueur Jg. 1879 deportiert 1941 Łodz 1942 Chelmno ermordet                                                                                | | Eintrag auf stolpersteine-hamburg.de |
| Mettlerkampsweg 9 ·                      | Erich Kohn                                 | Hier wohnte Erich Kohn Jg. 1882 deportiert 1941 Łodz ermordet 24.8.1942                                                                                                 | | Eintrag auf stolpersteine-hamburg.de |
| Moorende 8 ·                             | Manfred Levisohn                           | Hier wohnte Manfred Levisohn Jg. 1937 deportiert 1941 Łodz 1942 Chelmno ermordet                                                                                        | | Eintrag auf stolpersteine-hamburg.de Stolperstein liegt rechts neben dem Zugang zu den Häusern Nr. 6 a–d |
| Moorende 8 ·                             | Manja Cäcilie Levisohn                     | Hier wohnte Manja Cäcilie Levisohn Jg. 1929 deportiert 1941 Łodz 1942 Chelmno ermordet                                                                                  | | Eintrag auf stolpersteine-hamburg.de Stolperstein liegt rechts neben dem Zugang zu den Häusern Nr. 6 a–d |
| Moorende 8 ·                             | Margrit Levisohn geb. Löwenstein           | Hier wohnte Margrit Levisohn geb. Löwenstein Jg. 1913 deportiert 1941 Łodz 1942 Chelmno ermordet                                                                        | | Eintrag auf stolpersteine-hamburg.de Stolperstein liegt rechts neben dem Zugang zu den Häusern Nr. 6 a–d |
| Moorende 8 ·                             | Philipp Levisohn                           | Hier wohnte Philipp Levisohn Jg. 1896 deportiert 1941 Łodz 1942 Chelmno ermordet                                                                                        | | Eintrag auf stolpersteine-hamburg.de Stolperstein liegt rechts neben dem Zugang zu den Häusern Nr. 6 a–d Ein weiterer Stolperstein befindet sich in Hamburg-Wandsbek.                                                                     |
| Ohlendorffstraße ggü. 2/4 ·              | Ivan Müllner                               | Hier wohnte Ivan Müllner Jg. 1887 deportiert 1940 Gurs 1941 Rivesaltes tot 7.3.1942                                                                                     | | Eintrag auf stolpersteine-hamburg.de Stolperstein liegt zusammen mit den drei nachfolgend genannten links neben der Einfahrt neben Haus Nr. 7                                                                                             |
| Ohlendorffstraße 5 ·                     | Emilie Müllner geb. Horwitz                | Hier wohnte Emilie Müllner geb. Horwitz Jg. 1858 deportiert 1943 Theresienstadt ermordet 31.12.1943                                                                     | | Eintrag auf stolpersteine-hamburg.de Stolperstein liegt links neben der Einfahrt |
| Ohlendorffstraße 5 ·                     | Franziska Müller geb. Oppenheimer          | Hier wohnte Franziska Müller geb. Oppenheimer Jg. 1867 deportiert 1940 interniert Lager Gurs ermordet 28.4.1942 Rivesaltes                                              | | Eintrag auf stolpersteine-hamburg.de Stolperstein liegt links neben der Einfahrt |
| Ohlendorffstraße 5 ·                     | Rosa Müllner                               | Hier wohnte Rosa Müllner Jg. 1889 deportiert 1941 Łodz ermordet | | Eintrag auf stolpersteine-hamburg.de Ein weiterer Stolperstein befindet sich in Hamburg-Harvestehude. Der Stolperstein liegt links neben der Einfahrt.                                                                                    |
| Ohlendorffstraße 11 ·                    | Regina Friedrichs geb. Bonn                | Hier wohnte Regina Friedrichs geb. Bonn Jg. 1875 deportiert 1942 Theresienstadt 1944 Auschwitz ermordet                                                                 | | Eintrag auf stolpersteine-hamburg.de vor dem Eingang |
| Osterbrook 1 ·                           | Kurt Bibo                                  | Hier wohnte Kurt Bibo Jg. 1900 verhaftet 1940 Gefängnis Altona KZ Dachau tot 25.5.1941                                                                                  | | Eintrag auf stolpersteine-hamburg.de |
| Osterbrook 1 ·                           | Hermann Otto Hampel                        | Hier wohnte Hermann Otto Hampel Jg. 1888 verhaftet KZ Fuhlsbüttel ermordet 3.5.1935                                                                                     | | Eintrag auf stolpersteine-hamburg.de |
| Palmerstraße 29 ·                        | Ella Steinhardt                            | Hier wohnte Ella Steinhardt Jg. 1890 deportiert 1941 ermordet in Riga                                                                                                   | | Eintrag auf stolpersteine-hamburg.de vor dem Eingang |
| Palmerstraße 29 ·                        | Eva Steinhardt                             | Hier wohnte Eva Steinhardt Jg. 1893 deportiert 1941 ermordet in Riga | | Eintrag auf stolpersteine-hamburg.de vor dem Eingang |
| Palmerstraße 29 ·                        | Lucie Steinhardt                           | Hier wohnte Lucie Steinhardt Jg. 1887 deportiert 1941 ermordet in Riga                                                                                                  | | Eintrag auf stolpersteine-hamburg.de vor dem Eingang |
| Peterskampweg 66 ·                       | Paul Jacobsohn                             | Hier wohnte Paul Jacobsohn Jg. 1887 verhaftet 1938 1939 Fuhlsbüttel Flucht 1940 Jugoslawien deportiert 7.12.1943 Auschwitz ermordet                                     | | Eintrag auf stolpersteine-hamburg.de Stolperstein liegt Peterskampweg Ecke Marienthaler Straße auf der Freifläche vor Haus Marienthaler Straße 103. Die Stolpersteine für Toni und Bernhard Schwarz liegen heute in Hamburg-Hoheluft-Ost. |
| Ritterstraße Ecke Riesserstraße ·        | Amanda Tietz geb. Cornils                  | Hier wohnte Amanda Tietz geb. Cornils Jg. 1889 deportiert 1943 Ravensbrück ermordet 5.6.1944                                                                            | | Eintrag auf stolpersteine-hamburg.de Stolperstein liegt links in der Einfassung der Zufahrt zum Parkplatz von Haus Nr. 66 |
| Ritterstraße Ecke Riesserstraße ·        | Willi Hermann Tietz                        | Hier wohnte Willi Hermann Tietz Jg. 1885 deportiert 1943 KZ Guxhagen-Breitenau ermordet 23.4.1944                                                                       | | Eintrag auf stolpersteine-hamburg.de Stolperstein liegt links in der Einfassung der Zufahrt zum Parkplatz von Haus Nr. 66 |
| Ritterstraße 74 ·                        | Albert Bannau                              | Hier wohnte Albert Bannau Jg. 1902 1942 Strafgefängnis Ichtershausen tot an Haftfolgen 2.4.1945                                                                         | | Eintrag auf stolpersteine-hamburg.de vor dem Eingang |
| Rumpffsweg Ecke Hammer Landstraße ·      | Emma Krüger                                | Hier wohnte Emma Krüger Jg. 1869 eingewiesen 1887 Alsterdorfer Anstalten ‚verlegt‘ 16.8.1943 Am Steinhof/Wien tot 24.5.1945                                             | | Eintrag auf stolpersteine-hamburg.de |
| Rumpffsweg 20 ·                          | Bruno Bonifacius                           | Hier wohnte Bruno Bonifacius Jg. 1892 gedemütigt/entrechtet Flucht in den Tod 2.1.1938                                                                                  | | Eintrag auf stolpersteine-hamburg.de |
| Rumpffsweg 20 ·                          | Lotte Bonifacius geb. Sommer               | Hier wohnte Lotte Bonifacius geb. Sommer Jg. 1898 deportiert 1941 Łodz 1942 Chelmno ermordet                                                                            | | Eintrag auf stolpersteine-hamburg.de |
| Rumpffsweg 39 ·                          | Alfred Meyer                               | Hier wohnte Alfred Meyer Jg. 1883 verhaftet 14.5.1937 1938 Zuchthaus Bremen-Oslebshausen 1943 Auschwitz ermordet 13.2.1943                                              | | Eintrag auf stolpersteine-hamburg.de im Eingangsbereich |
| Rumpffsweg 39 ·                          | Rosa Meyer geb. Winsen                     | Hier wohnte Rosa Meyer geb. Winsen Jg. 1880 deportiert 1941 Riga ermordet                                                                                               | | Eintrag auf stolpersteine-hamburg.de im Eingangsbereich |
| Rumpffsweg 39 ·                          | Wilhelm Nathansohn                         | Hier wohnte Wilhelm Nathansohn Jg. 1886 gedemütigt/entrechtet Flucht in den Tod 20.6.1938                                                                               | | Eintrag auf stolpersteine-hamburg.de im Eingangsbereich |
| Saling 10 ·                              | Lina Lippmann geb. Kleefeld                | Hier wohnte Lina Lippmann geb. Kleefeld Jg. 1872 deportiert 1942 Theresienstadt 1942 Treblinka ermordet                                                                 | | Eintrag auf stolpersteine-hamburg.de vor dem Eingang |
| Saling 24 ·                              | Bruno Nathan                               | Hier wohnte Bruno Nathan Jg. 1887 deportiert 1940 Gurs 1943 Auschwitz ermordet                                                                                          | | Eintrag auf stolpersteine-hamburg.de rechts von Nr. 24, bei der Auffahrt |
| Saling 24 ·                              | Lina Nathan geb. Kahn                      | Hier wohnte Lina Nathan geb. Kahn Jg. 1894 deportiert 1940 Gurs 1942 Auschwitz ermordet                                                                                 | | Eintrag auf stolpersteine-hamburg.de rechts von Nr. 24, bei der Auffahrt |
| Schadesweg 24 ·                          | Elsi Marcus geb. Singer                    | Hier wohnte Elsi Marcus geb. Singer Jg. 1915 deportiert 1941 Minsk ermordet                                                                                             | | Eintrag auf stolpersteine-hamburg.de |
| Schadesweg 24 ·                          | Erich Marcus                               | Hier wohnte Erich Marcus Jg. 1911 deportiert 1941 Minsk ermordet | | Eintrag auf stolpersteine-hamburg.de |
| Schadesweg 24 ·                          | Silvia Marcus                              | Hier wohnte Silvia Marcus Jg. 1938 deportiert 1941 Minsk ermordet | | Eintrag auf stolpersteine-hamburg.de |
| Schurzallee-Nord 4 ·                     | Conrad August Schmidt                      | Hier wohnte Conrad August Schmidt Jg. 1875 deportiert 1942 Theresienstadt ermordet 24.10.1942                                                                           | | Eintrag auf stolpersteine-hamburg.de |
| Schurzallee-Nord 4 ·                     | Johanna Schmidt geb. Frank                 | Hier wohnte Johanna Schmidt geb. Frank Jg. 1870 deportiert 1942 Theresienstadt ermordet 8.11.1942                                                                       | | Eintrag auf stolpersteine-hamburg.de |
| Sievekingsallee 39 ·                     | Flora Süßkind geb. Mehrgut                 | Hier wohnte Flora Süßkind geb. Mehrgut Jg. 1875 deportiert 1942 Theresienstadt Flucht in den Tod 19.7.1942                                                              | | Eintrag auf stolpersteine-hamburg.de |
| Sievekingsallee 39 ·                     | Louis Leiser Süßkind                       | Hier wohnte Louis Leiser Süßkind Jg. 1868 deportiert 1942 Theresienstadt ermordet 24.9.1942                                                                             | | Eintrag auf stolpersteine-hamburg.de |
| Stoeckhardtstraße 11 ·                   | Erich Diehl                                | Hier wohnte Erich Diehl Jg. 1914 mehrmals verhaftet zuletzt 1940 KZ Fuhlsbüttel Mauthausen ermordet 8.1.1943                                                            | | Eintrag auf stolpersteine-hamburg.de Stolperstein liegt rechts neben dem Zugang zu den Häusern Nr. 11 a/b |
| Süderstraße 320 ·                        | Walter Medau                               | Hier wohnte Walter Medau Jg. 1894 verhaftet 1944 Hamburg/Berlin ‚Wehrkraftzersetzung‘ Zuchthaus Bützow-Dreibergen tot an Haftfolgen 24.6.1945                           | | Eintrag auf stolpersteine-hamburg.de |
| Süderstraße 323 ·                        | Karl Wolff                                 | Hier wohnte Karl Wolff Jg. 1911 Altonaer Blutsonntag verhaftet verurteilt 2.6.1933 hingerichtet 1.8.1933 Gefängnis Altona                                               | | Eintrag auf stolpersteine-hamburg.de Ein weiterer Stolperstein befindet sich in Hamburg-Altona-Nord. |
| Von-Heß-Weg 4 ·                          | Erwin Henschel                             | Hier wohnte Erwin Henschel Jg. 1923 deportiert 1941 Minsk ermordet | | Eintrag auf stolpersteine-hamburg.de |
| Von-Heß-Weg 4 ·                          | Gerda Henschel                             | Hier wohnte Gerda Henschel Jg. 1927 deportiert 1941 Minsk ermordet | | Eintrag auf stolpersteine-hamburg.de |
| Von-Heß-Weg 4 ·                          | Herbert Henschel                           | Hier wohnte Herbert Henschel Jg. 1921 deportiert 1941 Minsk ermordet | | Eintrag auf stolpersteine-hamburg.de |
| Von-Heß-Weg 4 ·                          | Käthe Henschel                             | Hier wohnte Käthe Henschel Jg. 1923 eingewiesen 1940 ‚Heilanstalt‘ Brandenburg ermordet                                                                                 | | Eintrag auf stolpersteine-hamburg.de |
| Von-Heß-Weg 4 ·                          | Leopold Henschel                           | Hier wohnte Leopold Henschel Jg. 1872 deportiert 1941 Minsk ermordet | | Eintrag auf stolpersteine-hamburg.de |
| Von-Heß-Weg 4 ·                          | Leopold Henschel                           | Hier wohnte Leopold Henschel Jg. 1906 deportiert 1942 Auschwitz ermordet                                                                                                | | Eintrag auf stolpersteine-hamburg.de |
| Von-Heß-Weg 4 ·                          | Oscar Henschel                             | Hier wohnte Oscar Henschel Jg. 1926 deportiert 1941 Minsk ermordet | | Eintrag auf stolpersteine-hamburg.de |
| Von-Heß-Weg 4 ·                          | Röschen Henschel geb. Oppenheim            | Hier wohnte Röschen Henschel geb. Oppenheim Jg. 1890 deportiert 1941 Minsk ermordet                                                                                     | | Eintrag auf stolpersteine-hamburg.de |
| Von-Heß-Weg 6 ·                          | Wolfgang Engel                             | Hier wohnte Wolfgang Engel Jg. 1938 eingewiesen 10.9.1941 Alsterdorfer Anstalten ‚verlegt‘ 6.8.1943 Heilanstalt Kalmenhof ermordet 20.8.1943                            | | Eintrag auf stolpersteine-hamburg.de |
| Von-Heß-Weg 6 ·                          | Helene Herschander                         | Hier wohnte Helene Herschander Jg. 1884 deportiert 1941 Łodz 1942 Chelmno ermordet                                                                                      | | Eintrag auf stolpersteine-hamburg.de |
| Von-Heß-Weg 10 ·                         | Ilse Hanna Rosenberg geb. Lewinnek         | Hier wohnte Ilse Hanna Rosenberg geb. Lewinnek Jg. 1908 Flucht 1937 Holland deportiert 1943 Auschwitz ermordet                                                          | | Eintrag auf stolpersteine-hamburg.de |
| Von-Heß-Weg 10 ·                         | Irene Rosenberg                            | Hier wohnte Irene Rosenberg Jg. 1930 Flucht 1937 Holland deportiert 1943 Theresienstadt 1944 Auschwitz ermordet                                                         | | Eintrag auf stolpersteine-hamburg.de |
| Von-Heß-Weg 10 ·                         | Julius Rosenberg                           | Hier wohnte Dr. Julius Rosenberg Jg. 1899 Flucht 1937 Holland deportiert 1943 Theresienstadt 1944 Auschwitz ermordet                                                    | | Eintrag auf stolpersteine-hamburg.de |
| Wichernsweg 28 ·                         | Gerda Gosch                                | Hier wohnte Gerda Gosch Jg. 1925 eingewiesen 1937 Alsterdorfer Anstalten ‚verlegt‘ 16.8.1943 Heilanstalt Am Steinhof/Wien ermordet 11.8.1944                            | | Eintrag auf stolpersteine-hamburg.de |
| Wichernsweg 28 ·                         | Max Blaeser                                | Hier wohnte Max Blaeser Jg. 1909 verhaftet 1933 Zuchthaus Fuhlsbüttel 1942 Bewährungsbataillon 999 tot 4.5.1943 Tunesien                                                | | Eintrag auf stolpersteine-hamburg.de Stein liegt vor Hausnummer 28a |
| Wichernsweg 28 ·                         | Rudolf Lindau                              | Hier wohnte Rudolf Lindau Jg. 1912 verhaftet 20.10.1933 KZ Fuhlsbüttel hingerichtet 10.1.1934                                                                           | | Eintrag auf stolpersteine-hamburg.de Stein liegt vor Hausnummer 28a |
| Wolfshagen 7 ·                           | Erna Kisch geb. Spiro                      | Hier wohnte Erna Kisch geb. Spiro Jg. 1891 1941 KZ Fuhlsbüttel deportiert 1941 Łodz 1942 Chelmno ???                                                                    | | Eintrag auf stolpersteine-hamburg.de |